# Úžice (okres Mělník)
Obec Úžice se nachází v okrese Mělník ve Středočeském kraji. Rozkládá se asi čtrnáct kilometrů jihozápadně od Mělníka a šest kilometrů východně od města Kralupy nad Vltavou. Žije zde přibližně 1 100 obyvatel.

## Části obce
- Úžice
- Červená Lhota
- Kopeč
- Netřeba

Od 1. ledna 1980 do 23. listopadu 1990 k obci patřil i Kozomín.

## Historie
První písemná zmínka o obci pochází z roku 1405.

### Územněsprávní začlenění
Dějiny územněsprávního začleňování zahrnují období od roku 1850 do současnosti. V chronologickém přehledu je uvedena územně administrativní příslušnost obce v roce, kdy ke změně došlo:
- 1850 země česká, kraj Praha, politický okres Slaný, soudní okres Velvary[5]
- 1855 země česká, kraj Praha, soudní okres Velvary
- 1868 země česká, kraj Praha, politický okres Slaný, soudní okres Velvary
- 1912 země česká, kraj Praha, politický okres Slaný, soudní okres Kralupy nad Vltavou[6]
- 1913 země česká, kraj Praha, politický i soudní okres Kralupy nad Vltavou[7]
- 1939 země česká, Oberlandrat Mělník, politický i soudní okres Kralupy nad Vltavou[8]
- 1942 země česká, Oberlandrat Praha, politický okres Roudnice nad Labem, soudní okres Kralupy nad Vltavou[9]
- 1945 země česká, správní i soudní okres Kralupy nad Vltavou[10]
- 1949 Pražský kraj, okres Kralupy nad Vltavou[11]
- 1960 Středočeský kraj, okres Mělník
- 2003 Středočeský kraj, okres Mělník, obec s rozšířenou působností Kralupy nad Vltavou

### Rok 1932
V obci Úžice (703 obyvatel, poštovní úřad, telefonní úřad, telegrafní úřad, četnická stanice) byly v roce 1932 evidovány tyto živnosti a obchody: lékař, autodoprava, cukrovar (surovárna Neštěmické rafinerie cukru), obchod s cukrovinkami, obchod s dobytkem, elektrotechnické potřeby, holič, hospodářské družstvo, 2 hostince, jednatelství, 2 koláři, konsum Svépomoc, kovář, krejčí, mlýnské výrobky, obuvník, 3 paliva, 2 pekaři, 4 rolníci, 2 řezníci, 2 obchody se smíšeným zbožím, 2 trafiky, velkostatek Chotek, zámečník, obchod se starým železem.
Ve vsi Netřeba (přísl. Kopeč, 306 obyvatel, samostatná obec se později stala součástí Úžic) byly v roce 1932 evidovány tyto živnosti a obchody: 3 hostince, 2 kováři, 5 rolníků, 2 obchody se smíšeným zbožím, 2 trafiky, 2 velkostatky.

## Pamětihodnosti
- Zvonička
- Základní škola Úžice
- přírodní rezervace Kopeč nedaleko obce
- přírodní památka Netřebská slaniska nedaleko obce
- přírodní rezervace Dřínovská stráň
- socha Krista Spasitele

## Doprava
Dopravní síť

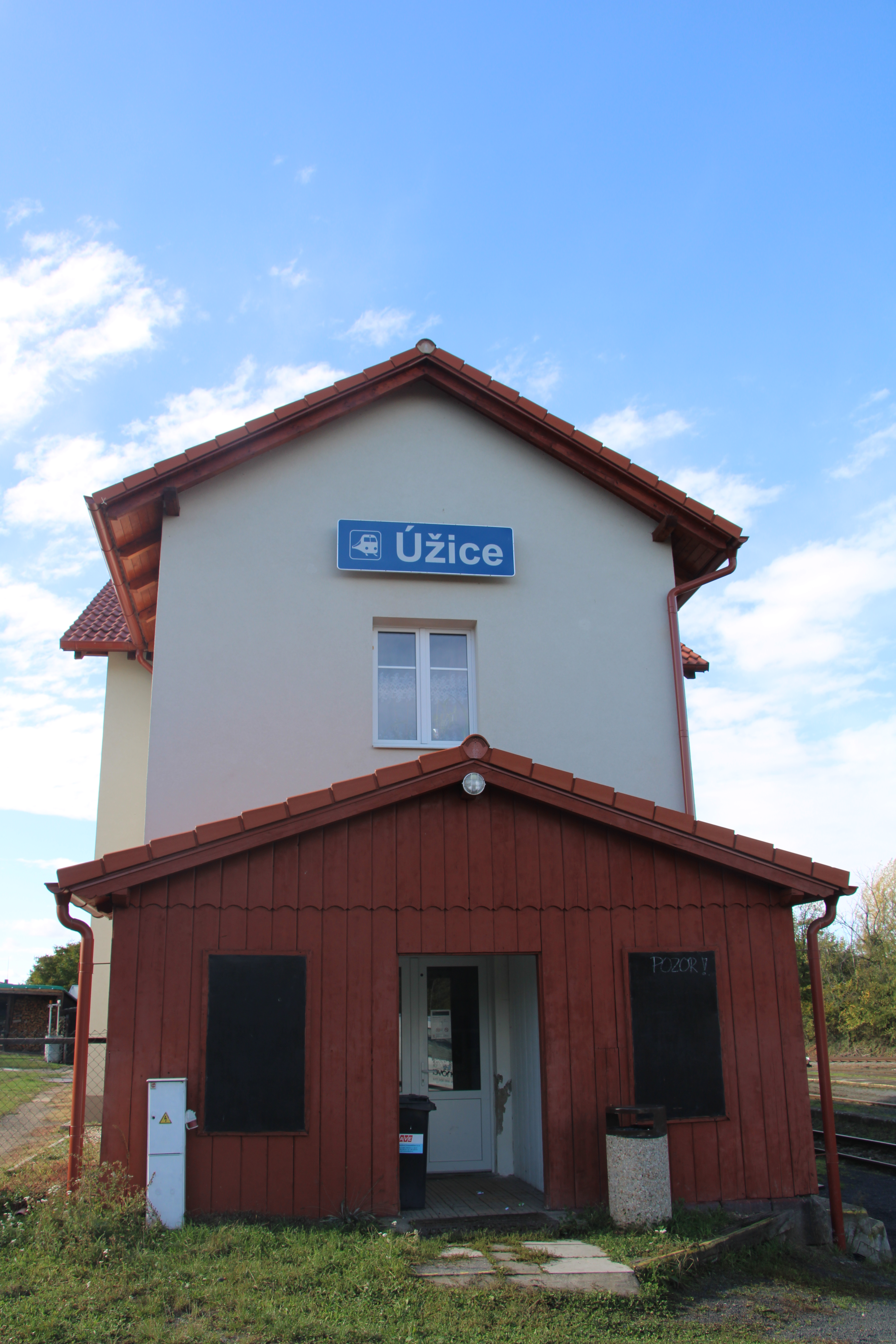
Železniční stanice

- Pozemní komunikace – Do obce vedou silnice III. třídy. Území obce protíná dálnice D8 s exitem 9.
- Železnice – Obec Úžice leží na železniční trati 092 Neratovice – Kralupy nad Vltavou. Je to jednokolejná celostátní trať, doprava na ní byla zahájena roku 1865. Na území obce leží železniční stanice Úžice a železniční zastávka Netřeba.

Veřejná doprava 2012
- Autobusová doprava – Na území obce měly zastávky autobusové linky PID 372 Praha,Kobylisy – Kralupy n. Vlt. (v pracovních dnech 11 spojů, o víkendu 3 spoje) a PID 373 Praha,Kobylisy – Neratovice,Korycany (v pracovních dnech 4 spoje, o víkendu 2 spoje), příměstská autobusová linka Kralupy nad Vltavou – Odolena Voda – Újezdec (v pracovních dnech 3 spoje) (dopravce ČSAD Střední Čechy, a. s.).
- Železniční doprava – Po trati 092 jezdilo v pracovních dnech 13 osobních vlaků, o víkendu 8 osobních vlaků.

## Osobnosti

### Významní rodáci
- Vratislav Janda (1913–1949), československý voják, účastník protinacistického a protikomunistického odboje
- Joseph Victor Anthony Ruston (1889–1980), otec Audrey Hepburnové[14]

## Galerie

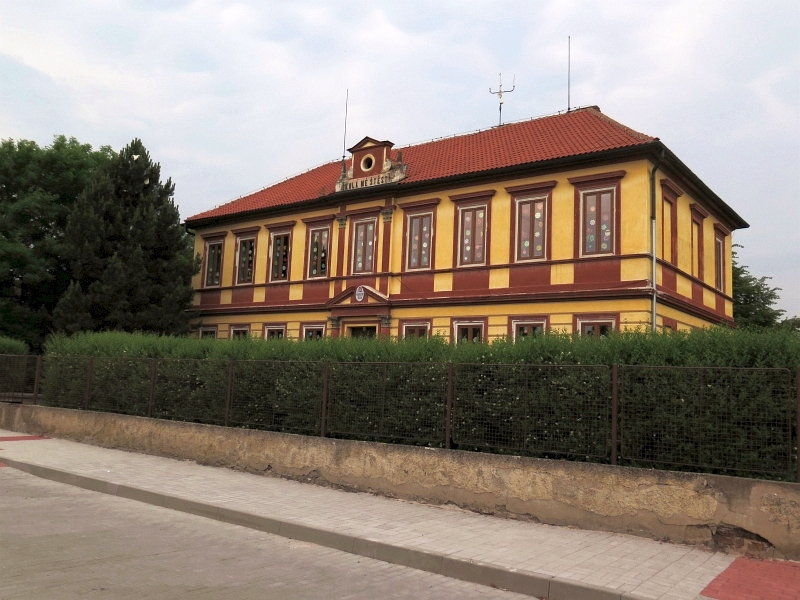
Památkově chráněná základní škola
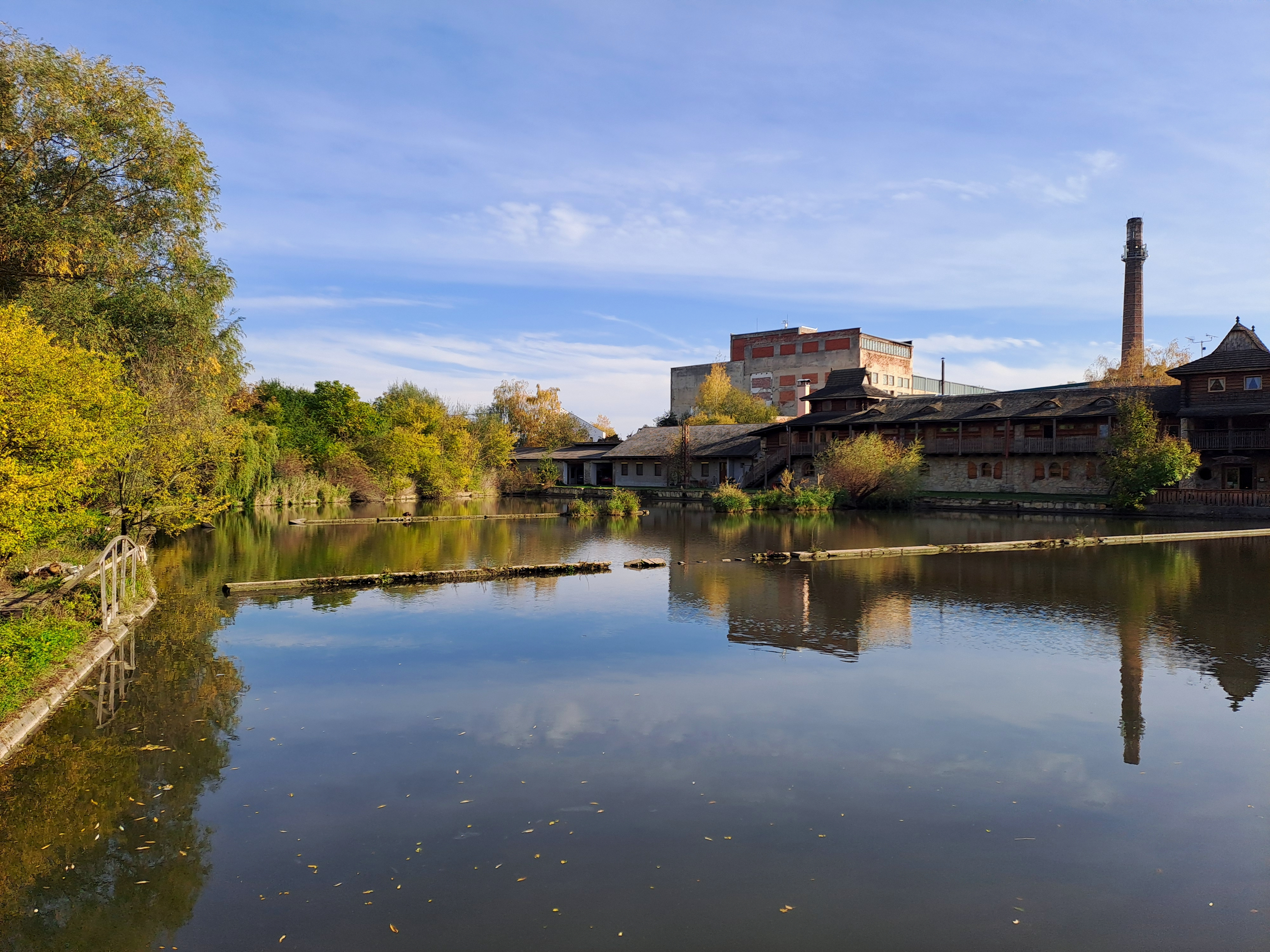
Rybníky na Postřižínském potoce, původně odkalovací nádrže cukrovaru
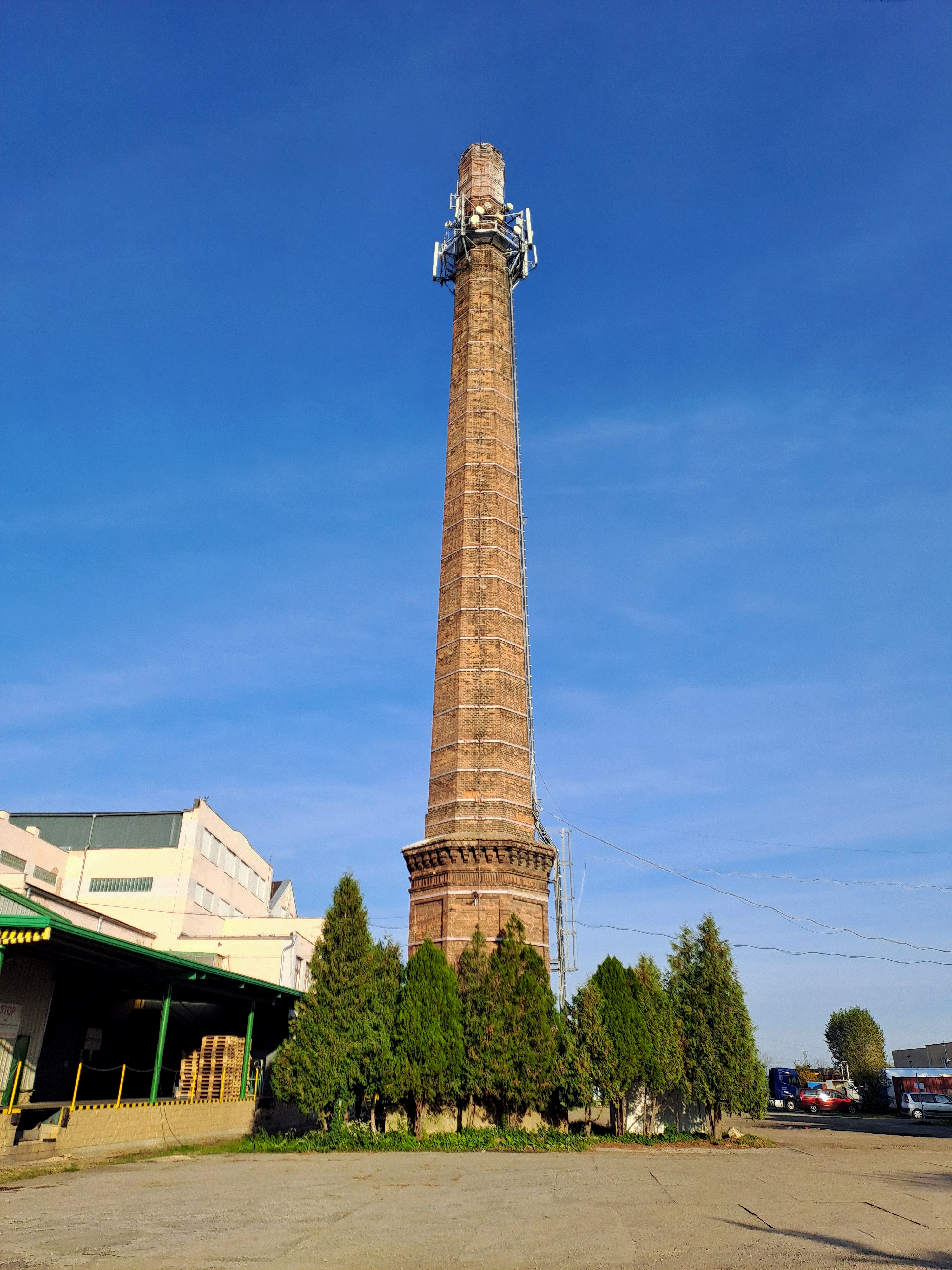
Cukrovarský komín
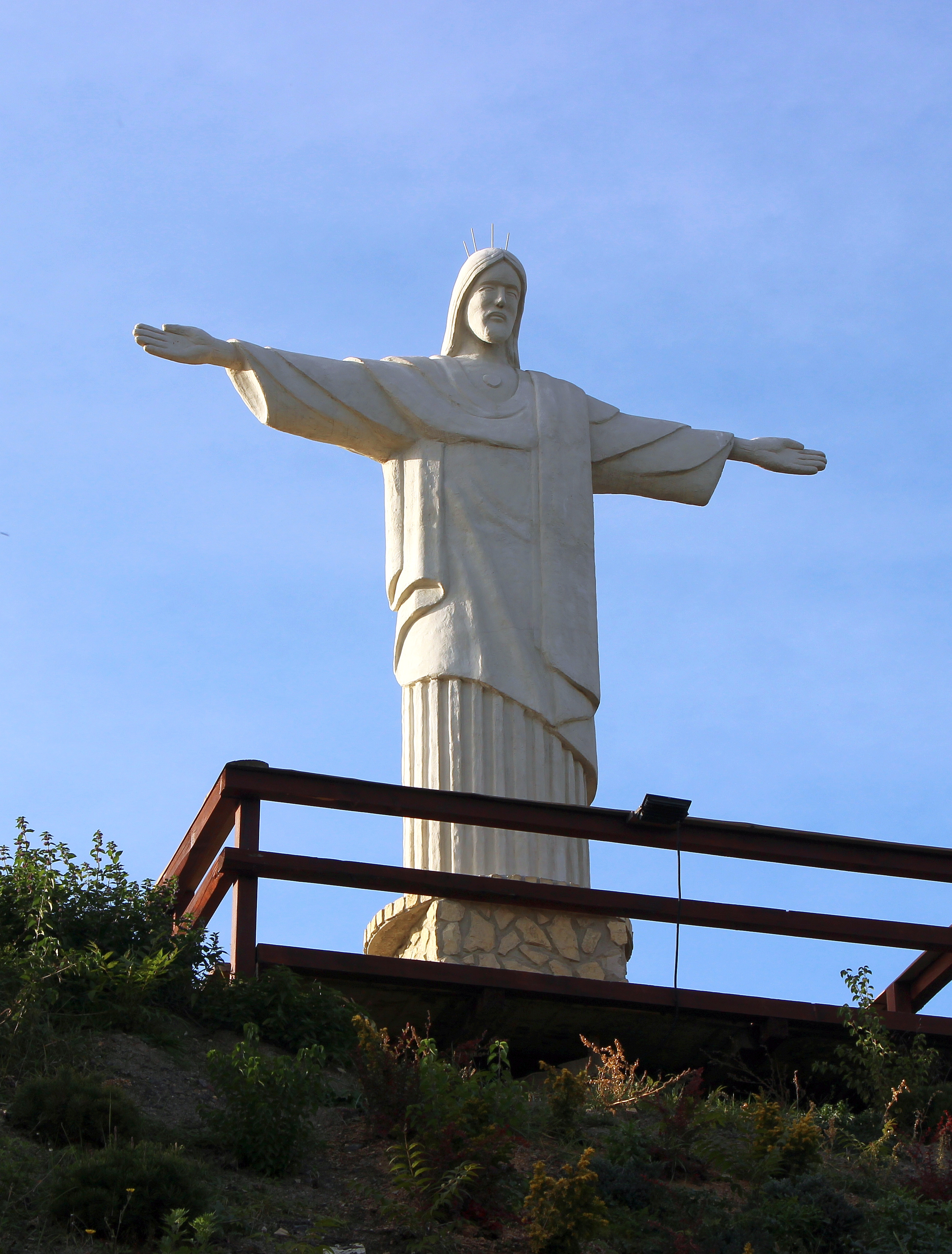
Socha Krista Spasitele